# Orleansfabrik E. F. Könitzer

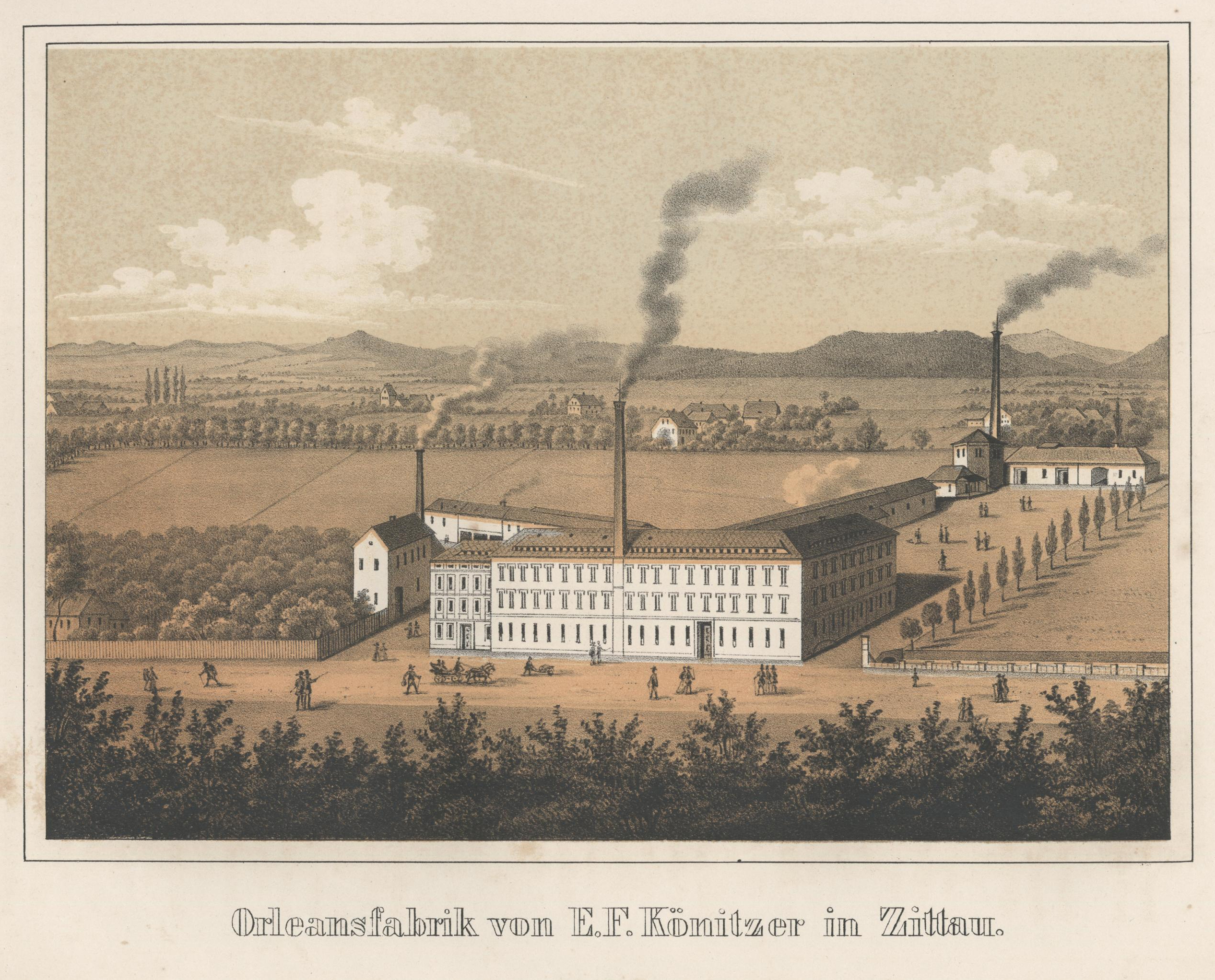
Orleansfabrik E. F. Könitzer in Zittau (um 1856)

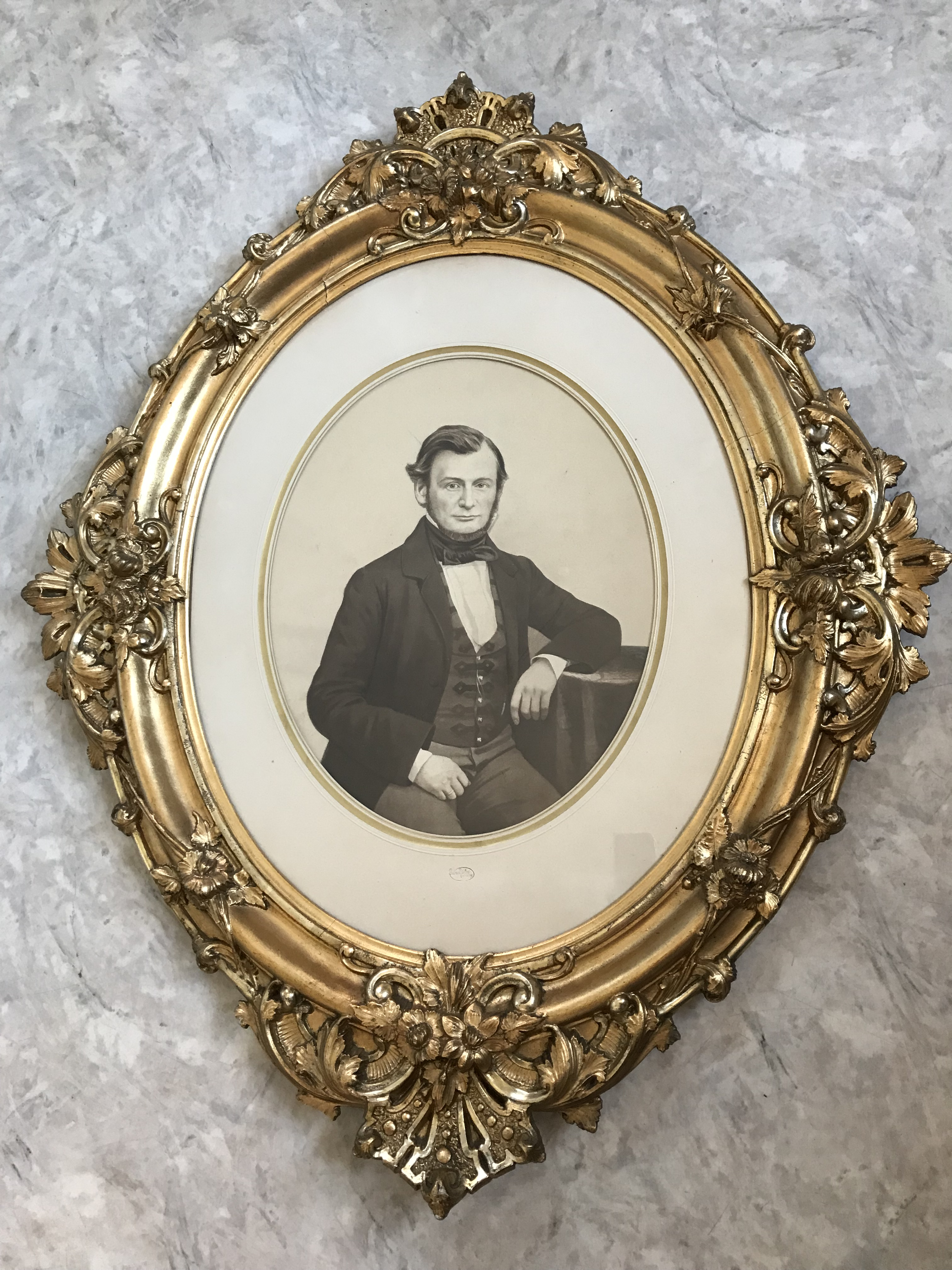
Gründer Ernst Friedrich Könitzer

Die Orleansfabrik E. F. Könitzer in Zittau, einer Stadt im Landkreis Görlitz in Sachsen, wurde im Jahr 1846 von Ernst Friedrich Könitzer (* 1812 in Pößneck; † 1860 in Zittau) in der Nähe der Mandau gegründet.
Heute befinden sich auf dem ehemaligen Fabrikgelände das Haus IV der Hochschule Zittau sowie das Fraunhofer IWU.
Sie war eine der ersten Fabriken in Zittau. Das ehemalige Textilunternehmen war eine Orleansweberei zur Herstellung von halbwollenem Gewebe aus Baumwolle und Kammgarn.
Nach dem Tod des Gründers wurde das Unternehmen von seiner 19 Jahre jüngeren Ehefrau Therese (* 1831 geb. Melzer; † 1895) weitergeführt. Später stiegen ihre beiden Söhne Ernst Friedrich (1855–1930) und Franz Friedrich (1858–1933), späterer Stadtrat und Leiter der Freiwilligen Feuerwehr Zittau, ebenfalls in die Firma ein. Nach dem Tod der Mutter firmierten die Söhne unter „Gebrüder Könitzer“.
Das Unternehmen bestand bis zur Insolvenz im Jahr 1935. Nach Ausbruch des Zweiten Weltkrieges wurden die Webmaschinen demontiert, eingelagert und die Räume für die Rüstungsproduktion beschlagnahmt.
Im Jahr 1945 gelang es dem Enkel des Unternehmensgründers Ernst Friedrich Könitzer († 1964) mit den alten Maschinen die Lohnweberei zu beginnen. Im Jahr 1956 stieg die DDR mit einer staatlichen Beteiligung von 90 Prozent in das Unternehmen ein.
Im Todesjahr von Ernst Friedrich Könitzer erfolgte der Zusammenschluss mit der Zittauer Privatfirma Gebr. Haebler zur Seidenweberei Könitzer & Haebler. Im Jahr 1972 wurde der neue Betrieb vollständig in Volkseigentum überführt, der sich nun bis Stilllegung im Jahr 1991 mit der Spinnerei Alwin Schmidt „VEB Textilwerke Mülsen, Werke 10, 11 und 12“ nannte. Der Abriss der Gebäude erfolgte ab 1995.